# 12-Stunden-Rennen von Sebring 2017

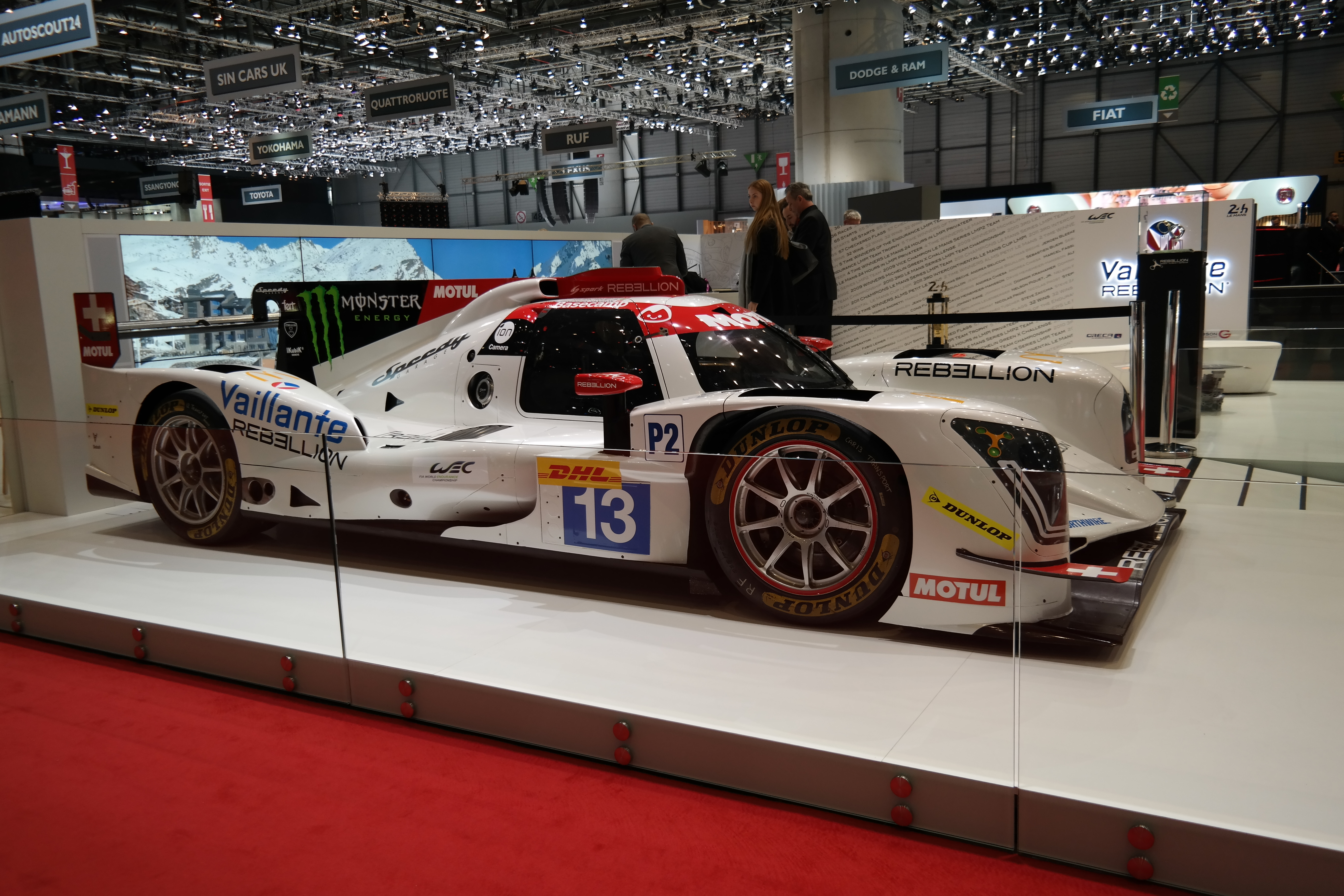
Rebellion Racing Oreca 07

Das 65. 12-Stunden-Rennen von Sebring, auch The 65th Annual Mobil 1 Twelve Hours of Sebring Fueled by Fresh from Florida, fand am 18. und 19. März 2017 auf dem Sebring International Raceway statt und war der zweite Wertungslauf der IMSA WeatherTech SportsCar Championship 2017.

## Das Rennen
Nach der knappen Niederlage beim 24-Stunden-Rennen von Daytona, musste sich die Rennmannschaft von Action Express Racing auch in Sebring Wayne Taylor Racing geschlagen geben. Das Duell zwischen den beiden Cadillac DPi-V.R wurde durch die Boxenstopps entschieden. Auf der Rennstrecke waren die beiden Dreifahrerteams so gut wie die gesamte 12-Stunden-Rennzeit gleichauf. Beim Fahrer- und Reifenwechsel sowie den notwendigen Tankstopps war die Boxencrew von Wayne Taylor immer um einige Sekunden schneller als die Gegner. Beim letzten planmäßigen Nachtanken 55 Minuten vor Rennende kam Ricky Taylor mit dem Vorsprung von einer Sekunde auf João Barbosa an die Boxen. Als beide Cadillacs abgefertigt waren, betrug der Zeitunterschied neun Sekunden. Damit war die Entscheidung gefallen und Taylor überfuhr mit einem Vorsprung von 14 Sekunden auf seinen Markenkollegen als Gesamtsieger die Ziellinie.
Ein erstaunliches Fahrerteam trat für Rebellion Racing an, um deren brandneuen Oreca 07 zu pilotieren. Zu Nick Heidfeld kamen zwei LMP1-Werkspiloten ins Team, die in der FIA-Langstrecken-Weltmeisterschaft Konkurrenten sind. Sébastien Buemi fährt dort einen Toyota TS050 Hybrid und Porsche-Werkspilot Neel Jani einen Porsche 919 Hybrid. Der von der Pole-Position gestartete Wagen fiel nach fünf Stunden wegen eines Lichtmaschinenschadens aus. In der GTLM-Klasse sah es lange nach einem klaren Sieg der Ford GT aus, ehe in der Nacht der überragend fahrende Antonio García im Chevrolet Corvette C7.R an allen drei Fords vorbeiging und den Klassensieg für sich und seine Teamkollegen Jan Magnussen und Mike Rockenfeller einfuhr.

## Ergebnisse

### Schlussklassement
| 1           | P    | 2   | Konica Minolta Cadillac DPi-V.R          | Ricky Taylor Jordan Taylor Alex Lynn                                 | Cadillac DPi-V.R        | 348 |
| 2           | P    | 5   | Mustang Sampling Racing                  | João Barbosa Christian Fittipaldi Filipe Albuquerque                 | Cadillac DPi-V.R        | 348 |
| 3           | P    | 31  | Wheelen Engineering Racing               | Dane Cameron Eric Curran Mike Conway                                 | Cadillac DPi-V.R        | 346 |
| 4           | P    | 85  | JDC-Miller Motorsports                   | Chris Miller Stephen Simpson Misha Goikhberg                         | Oreca 07                | 344 |
| 5           | PC   | 38  | Performance Tech Motorsports             | James French Patricio O’Ward Kyle Masson                             | Oreca FLM09             | 338 |
| 6           | PC   | 8   | Starworks Motorsport                     | Garett Grist Maxwell Hanratty Sean Rayhall                           | Oreca FLM09             | 336 |
| 7           | GTLE | 3   | Corvette Racing                          | Antonio García Jan Magnussen Mike Rockenfeller                       | Chevrolet Corvette C7.R | 334 |
| 8           | GTLE | 66  | Ford Chip Ganassi Racing                 | Dirk Müller Joey Hand Sébastien Bourdais                             | Ford GT                 | 334 |
| 9           | GTLE | 62  | Risi Competizione                        | Toni Vilander James Calado Giancarlo Fisichella                      | Ferrari 488 GTE         | 334 |
| 10          | GTLE | 67  | Ford Chip Ganassi Racing                 | Ryan Briscoe Richard Westbrook Scott Dixon                           | Ford GT                 | 334 |
| 11          | GTLE | 68  | Ford Chip Ganassi Team UK                | Stefan Mücke Olivier Pla Billy Johnson                               | Ford GT                 | 334 |
| 12          | GTLE | 25  | BMW Team RLL                             | Bill Auberlen Alexander Sims Kuno Wittmer                            | BMW M6 GTLM             | 334 |
| 13          | GTLE | 911 | Porsche GT Team                          | Patrick Pilet Dirk Werner Frédéric Makowiecki                        | Porsche 911 RSR         | 334 |
| 14          | GTLE | 912 | Porsche GT Team                          | Kévin Estre Laurens Vanthoor Richard Lietz                           | Porsche 911 RSR         | 332 |
| 15          | PC   | 3   | BAR1 Motorsports                         | Marc Drumwright Chapman Ducote Gustavo Yacamán Colin Thompson        | Oreca FLM09             | 328 |
| 16          | GTD  | 33  | Riley Motorsports Team AMG               | Ben Keating Jeroen Bleekemolen Mario Farnbacher                      | Mercedes-AMG GT3        | 325 |
| 17          | GTD  | 63  | Scuderia Corsa                           | Christina Nielsen Alessandro Balzan Matteo Cressoni                  | Ferrari 488 GT3         | 324 |
| 18          | GTD  | 75  | SunEnergy1 Racing                        | Tristan Vautier Kenny Habul Boris Said III                           | Mercedes-AMG GT3        | 324 |
| 19          | GTD  | 29  | Montaplast by Land-Motorsport            | Connor De Phillippi Christopher Mies Jules Gounon                    | Audi R8 LMS GT3         | 324 |
| 20          | GTD  | 48  | Paul Miller Racing                       | Bryan Sellers Madison Snow Dion von Moltke                           | Lamborghini Huracán GT3 | 324 |
| 21          | GTD  | 73  | Park Place Motorsports                   | Patrick Lindsey Jörg Bergmeister Matthew McMurry Jan Heylen          | Porsche 911 GT3 R       | 324 |
| 22          | GTD  | 57  | Stevenson Motorsports                    | Lawson Aschenbach Matthew Bell Andrew Davis                          | Audi R8 LMS GT3         | 324 |
| 23          | GTD  | 86  | Michael Shank Racing with Curb Agajanian | Jeff Segal Oswaldo Negri Tom Dyer                                    | Acura NSX GT3           | 324 |
| 24          | GTD  | 11  | GRT Grasser Racing Team                  | Christian Engelhart Rolf Ineichen Richard Antinucci Mirko Bortolotti | Lamborghini Huracán GT3 | 323 |
| 25          | GTD  | 28  | Alegra Motorsports                       | Carlos de Quesada Daniel Morad Spencer Pumpelly Michael Christensen  | Porsche 911 GT3 R       | 323 |
| 26          | GTD  | 16  | Change Racing                            | Corey Lewis Jeroen Mul Brett Sandberg                                | Lamborghini Huracán GT3 | 322 |
| 27          | GTD  | 46  | Ebimotors                                | Emanuele Busnelli Fabio Babini Michele Beretta Emmanuel Collard      | Lamborghini Huracán GT3 | 322 |
| 28          | GTD  | 15  | 3GT Racing                               | Robert Alon Jack Hawksworth Austin Cindric                           | Lexus RCF GT3           | 320 |
| 29          | P    | 55  | Mazda Motorsports                        | Tristan Nunez Jonathan Bomarito Spencer Pigot                        | Mazda RT24-P            | 319 |
| 30          | GTD  | 93  | Michael Shank Racing with Curb Agajanian | Andy Lally Katherine Legge Mark Wilkins                              | Acura NSX GT3           | 318 |
| 31          | GTD  | 23  | Alex Job Racing                          | Bill Sweedler Townsend Bell Frank Montecalvo                         | Audi R8 LMS GT3         | 309 |
| 32          | PC   | 20  | BAR1 Motorsports                         | Don Yount Buddy Rice Daniel Burkett Mark Kvamme                      | Oreca FLM09             | 302 |
| 33          | GTD  | 18  | DAC Motorsports                          | Emmanuel Anassis Brandon Gdovic Anthony Massari                      | Lamborghini Huracán GT3 | 282 |
| 34          | GTD  | 14  | 3GT Racing                               | Scott Pruett Sage Karam Ian James                                    | Lexus RCF GT3           | 269 |
| 35          | GTD  | 27  | Dream Racing Motorsport                  | Lawrence DeGeorge Cedric Sbirrazzuoli Paolo Ruberti                  | Lamborghini Huracán GT3 | 255 |
| 36          | P    | 90  | VisitFlorida Racing                      | Marc Goossens Renger van der Zande René Rast                         | Multimatic Riley        | 241 |
| 37          | GTD  | 96  | Turner Motorsport                        | Justin Marks Jens Klingmann Jesse Krohn                              | BMW M6 GT3              | 228 |
| Ausgefallen |      |     |                                          |                                                                      |                         |     |
| 38          | GTD  | 54  | Core Autosport                           | Jon Bennett Colin Braun Niclas Jönsson                               | Porsche 911 GT3 R       | 283 |
| 39          | P    | 52  | PR1 Mathiasen Motorsports                | Mike Guasch José Gutiérrez Tom Kimber-Smith                          | Ligier JS P217          | 205 |
| 40          | P    | 70  | Mazda Motorsports                        | Tom Long Joel Miller Marino Franchitti                               | Mazda RT24-P            | 180 |
| 41          | P    | 13  | Rebellion Racing                         | Sébastien Buemi Neel Jani Nick Heidfeld                              | Oreca 07                | 167 |
| 42          | P    | 22  | Tequila Patron ESM                       | Ed Brown Johannes van Overbeek Bruno Senna Brendon Hartley           | OnRoak Nissan DPi       | 158 |
| 43          | GTLM | 24  | BMW Team RLL                             | John Edwards Martin Tomczyk Nicky Catsburg                           | BMW M6 GTLM             | 149 |
| 44          | GTD  | 50  | Riley Motorsports WeatherTech Racing     | Cooper MacNeil Gunnar Jeannette Shane van Gisbergen                  | Mercedes-AMG GT3        | 132 |
| 45          | P    | 2   | Tequila Patron ESM                       | Scott Sharp Ryan Dalziel Luís Felipe Derani                          | OnRoak Nissan DPi       | 47  |
| 46          | GTLM | 4   | Corvette Racing                          | Oliver Gavin Tommy Milner Marcel Fässler                             | Chevrolet Corvette C7.R | 42  |

### Nur in der Meldeliste
Zu diesem Rennen sind keine weiteren Meldungen bekannt.

### Klassensieger
| Klasse | Fahrer         | Fahrer             | Fahrer            | Fahrzeug                | Platzierung im Gesamtklassement |
| ------ | -------------- | ------------------ | ----------------- | ----------------------- | ------------------------------- |
| P      | Ricky Taylor   | Jordan Taylor      | Alex Lynn         | Cadillac DPi-V.R        | Gesamtsieg                      |
| PC     | James French   | Patricio O’Ward    | Kyle Masson       | ORECA FLM09             | Rang 5                          |
| GTLM   | Antonio García | Jan Magnussen      | Mike Rockenfeller | Chevrolet Corvette C7.R | Rang 7                          |
| GTD    | Ben Keating    | Jeroen Bleekemolen | Mario Farnbacher  | Mercedes-AMG GT3        | Rang 16                         |

### Renndaten
- Gemeldet: 46
- Gestartet: 46
- Gewertet: 37
- Rennklassen: 4
- Zuschauer: unbekannt
- Wetter am Renntag: warm und trocken
- Streckenlänge: 6,019 km
- Fahrzeit des Siegerteams: 12:01:09,681 Stunden
- Gesamtrunden des Siegerteams: 348
- Gesamtdistanz des Siegerteams: 2119,668 km
- Siegerschnitt: unbekannt
- Pole Position: Neel Jani – Oreca 07 (#13)
- Schnellste Rennrunde: Mike Conway – Cadillac DPi-V.R (#31) – 1:49,629 = 174,401 km/h
- Rennserie: 2. Lauf zur IMSA WeatherTech SportsCar Championship 2017